# Santa Cruz (Coimbra)
Pour les articles homonymes, voir Santa Cruz.
Santa Cruz, officiellement Coimbra (Santa Cruz), est une ancienne paroisse civile portugaise (en portugais : freguesia) de la municipalité de Coimbra dans le district du même nom.
La loi no 11-A/2013 du 28 janvier 2013 portant réorganisation administrative du territoire des freguesias fusionne Santa Cruz avec les paroisses voisines de Sé Nova, Almedina et São Bartolomeu pour former l’União das freguesias de Coimbra (Sé Nova, Santa Cruz, Almedina e São Bartolomeu), dont le siège est à Sé Nova.
Santa Cruz correspond à la partie nord du centre historique de Coimbra. Elle comprend notamment le monastère de Santa Cruz et l'hôtel de ville de Coimbra.